# Brusselse gewestverkiezingen 2009/Kandidatenlijst/sp.a
Dit is de kandidatenlijst van de sp.a voor de Brusselse gewestverkiezingen van 2009.

## Effectieven
1. Pascal Smet
2. Elke Roex
3. Fouad Ahidar
4. Sophie Brouhon
5. Mevlüt Akgüngör
6. Anke Van Lancker
7. Gilbert Nibigirwe
8. Bernadette Vriamont
9. Pascal Dufour
10. José N'Dongala
11. Leopold Lapage
12. Fadoua El Ouakili
13. Marco Van Dam
14. Tania Dekens
15. Bea Meulemans
16. Robert Delathouwer
17. Marie-Paule Quix

## Opvolgers
1. Jef Van Damme
2. Ans Persoons
3. Willem Stevens
4. Vicky Corbeels
5. Ab Polspoel
6. Hilde Duroi
7. Pierre-Paul Goberecht
8. Sofia Sà Nogueira Barros
9. Lieve De Smedt
10. Sylvie Aerts
11. Ivan Uytterhaegen
12. Katrien Vandeput
13. Fons Schiettecatte
14. Bjorn Andries
15. Lydia De Pauw-Deveen
16. Jan Béghin